# Isaac Wayne MacVeagh
Isaac Wayne MacVeagh (Phoenixville, 19 aprile 1833 – Washington, 11 gennaio 1917) è stato un politico e avvocato statunitense.

## Biografia
Fu il 37º procuratore generale degli Stati Uniti durante la presidenza di James A. Garfield (20º presidente) prima e la presidenza di Chester Arthur (21º presidente) poi.
Suo fratello era Franklin MacVeagh. Studiò all'università di Yale. Durante la guerra di secessione americana divenne capitano di fanteria. Divenne poi ambasciatore in Italia (fu il primo a ricoprire tale ruolo, essendo stati i predecessori semplici "inviati").